# AGM-53 Condor
Die AGM-53 Condor ist eine Luft-Boden-Rakete. Die Entwicklung startete ursprünglich unter dem Namen ASM-N-11. Sie sollte über eine hohe Reichweite verfügen und mit einer sehr hohen Präzision ihr Ziel treffen. Auftraggeber war die US Navy, entwickelt und gefertigt werden sollte die im Jahre 1963 in AGM-53 Condor umbenannte Rakete von Rockwell International.
Schon während der Entwicklung der Prototypen XAGM-53A gab es vor allem Probleme mit dem von der Navy geforderten Flüssigbrennstoff-Raketenantrieb. Wegen dessen Unzuverlässigkeit fiel die Entscheidung für einen wesentlich stärkeren Feststoff-Raketenantrieb. Die Kosten waren ein weiteres Problem, was durch das Funksystem der Rakete verschärft wurde, da man den Zeitaufwand für dessen Entwicklung unterschätzt hatte. Der TV-Suchkopf, der auch später bei der AGM-62 Walleye verwendet wurde, machte dagegen keine Probleme und so konnten die ersten Prototypen 1970 getestet werden.
Die Planung sah vor, dass Ziele bis zu einer Entfernung von 110 km bekämpft werden konnten. Über einen Zweiwege-Kommunikationskanal zwischen Rakete und Flugzeug konnte die AGM ihre Flugbahn ständig korrigieren und der Bordschütze den Zielanflug über einen Monitor verfolgen. Weiter war es möglich, die Condor blind abzufeuern, wobei dann der Bordschütze die Rakete auch manuell in das Ziel lenken konnte. 1975 wurde die Entwicklung abgeschlossen. Bis Ende 1976 sollten 250 AGM-53A gebaut werden. Doch schon im März 1976 wurde das Programm gestoppt weil die Condor wesentlich teurer war als bereits verfügbare Luft-Boden-Raketen. Zudem nahm das Kommunikationssystem der Rakete so viel Platz in Anspruch, dass nur ein relativ kleiner Gefechtskopf installiert werden konnte, was die AGM wiederum weniger effektiv machte, da sie nur kleinere Ziele angreifen konnte.
Es sollte noch die AGM-53B entwickelt werden; für diese Variante waren eine bessere Elektronik, ein Turbojet-Antrieb (Reichweite 185 km) und ein nuklearer Sprengkopf vorgesehen. Es blieb jedoch bei der Planung.